# Angiolipoma
L'angiolipoma è un tumore benigno sottocutaneo, molto vascolarizzato e con caratteristiche morfologiche simili a quelle dei comuni lipomi. Rispetto a questi ultimi, che a volte sono del tutto indolori, gli angiolipomi sono quasi sempre molto dolorosi. La prima segnalazione in letteratura medica è dovuta a Berenbruch e risale al 1890.
Nel 1960, Howard e Helwig con il lavoro apparso su Archives of Dermatology, stabilirono l'angiolipoma come un'entità clinicopatologica a sé stante, contenente elementi vascolari e adiposi maturi.

## Sede e dimensioni
L'angiolipoma può svilupparsi in ogni sede corperea. Più spesso si viene a localizzare su:
- avambracci (la sede più comune)
- tronco
- arti superiori
- collo
- gambe

I tumori sono generalmente di dimensioni molto piccole: il diametro è solitamente compreso tra 1 e 4 cm, più spesso di circa 2 cm. 
I soggetti con angiolipoma tendono ad avere molti piccoli tumori contemporaneamente (anche se è possibile che vi sia un'unica formazione).

## Classificazione e tipi
Gli angiolipomi possono essere classificati come non infiltranti o infiltranti:
- Angiolipomi non infiltranti

Sono il tipo di più frequente riscontro. Sono caratterizzati dal fatto che non presentano tendenza ad infiltrare nelle strutture poste più in profondità rispetto, ad esempio, alla cute. Possono essere dolorosi.
- Angiolipomi infiltranti

Meno comuni di quelli non infiltranti. Spiccata tendenza alla penetrazione nei tessuti molli. 
Sono più frequenti nei muscoli degli arti inferiori, del collo e delle spalle. Tendenzialmente sono non dolorosi.
Per la tendenza a penetrare in profondità nei tessuti possono essere più difficili da rimuovere.
Possono essere classificati anche in base alla sede di insorgenza; questo tipo di classificazione torna utile per quei tumori che insorgono in sedi rare:
- Angiolipomi gastrici

Si presentano a carico dello stomaco. Possono determinare la comparsa di altri sintomi quali sanguinamento gastrointestinale e anemizzazione.
- Angiolipomi spinali

Questo tipo di angiolipomi si forma nello spazio epidurale della colonna vertebrale, ovvero nella zona del canale vertebrale compresa tra legamento giallo e dura madre. La localizzazione è toracica e molto più raramente lombare. Questo tipo tende a presentarsi raramente nei bambini. Comunemente si verifica negli adulti nella 4ª o 5^ decade di vita, con preponderanza nel sesso femminile. Sono stati segnalati circa 200 casi complessivi. Un angiolipoma spinale può provocare debolezza o sensazioni di formicolio nel corpo o problemi di equilibrio (la sintomatologia è secondaria alla compressione del midollo spinale ed evolve con progressiva paraparesi).
Talvolta si può registrare un improvviso deterioramento neurologico dovuto a trombosi od emorragia nel tumore.

## Cause
La causa esatta degli angiolipomi non è nota. Secondo alcuni autori potrebbero essere in gioco fattori familiari.
Diversi angiolipomi possono essere dovuti a una condizione ereditaria nota come angiolipomatosi multipla familiare.
In letteratura medica sono stati segnalati rari casi di insorgenza di angiolipoma a breve distanza di inizio di un trattamento con inibitori della proteasi ed in particolare con indinavir.

## Diagnosi
Il sospetto di angiolipoma viene posto a seguito della valutazione clinica del paziente.
Il nodulo da angiolipoma appare di consistenza morbida, ma tendenzialmente più duro di un semplice lipoma. Il nodulo tende a muoversi con facilità quando viene palpato (in modo non dissimile da un lipoma).
La Tomografia computerizzata e la Risonanza magnetica nucleare sono le indagini strumentali di scelta per la diagnosi e vengono generalmente richieste nel caso il medico sospetti che la crescita del nodulo sia dovuta ad una condizione tumorale, ad esempio ad un liposarcoma. 
La risonanza magnetica è l'indagine di scelta nella diagnosi dell'angiolipoma spinale. 
Gli angiolipomi sono iso o iperintensi sulle immagini pesate in T1 e variabili (ma in genere iperintensi) nelle immagini pesate in T2 della risonanza magnetica.  La componente grassa è tipicamente iperintensa nelle immagini pesate in T1 e ipointensa nelle immagini pesate in T2.
Il grado di ipointensità centrale sulle immagini pesate in T1 è predittivo del grado di vascolarizzazione.
La biopsia del nodulo può rendersi necessaria per escludere la possibilità di cancro o per differenziare un angiolipoma da un altro tipo di lipoma.

### Diagnosi differenziale
L'angiolipoma entra in diagnosi differenziale con l'angiosarcoma, il liposarcoma e con il sarcoma di Kaposi.

## Trattamento
L'angiolipoma è una condizione benigna e non dannosa. Purtroppo in alcuni casi i noduli continuano ad accrescersi infastidendo il paziente per il loro aspetto. Se la crescita causa un dolore non tollerabile dal paziente può rendersi necessaria la sua rimozione.
L'intervento chirurgico è l'unico trattamento riconosciuto per rimuovere gli angiolipomi.

## Istopatologia

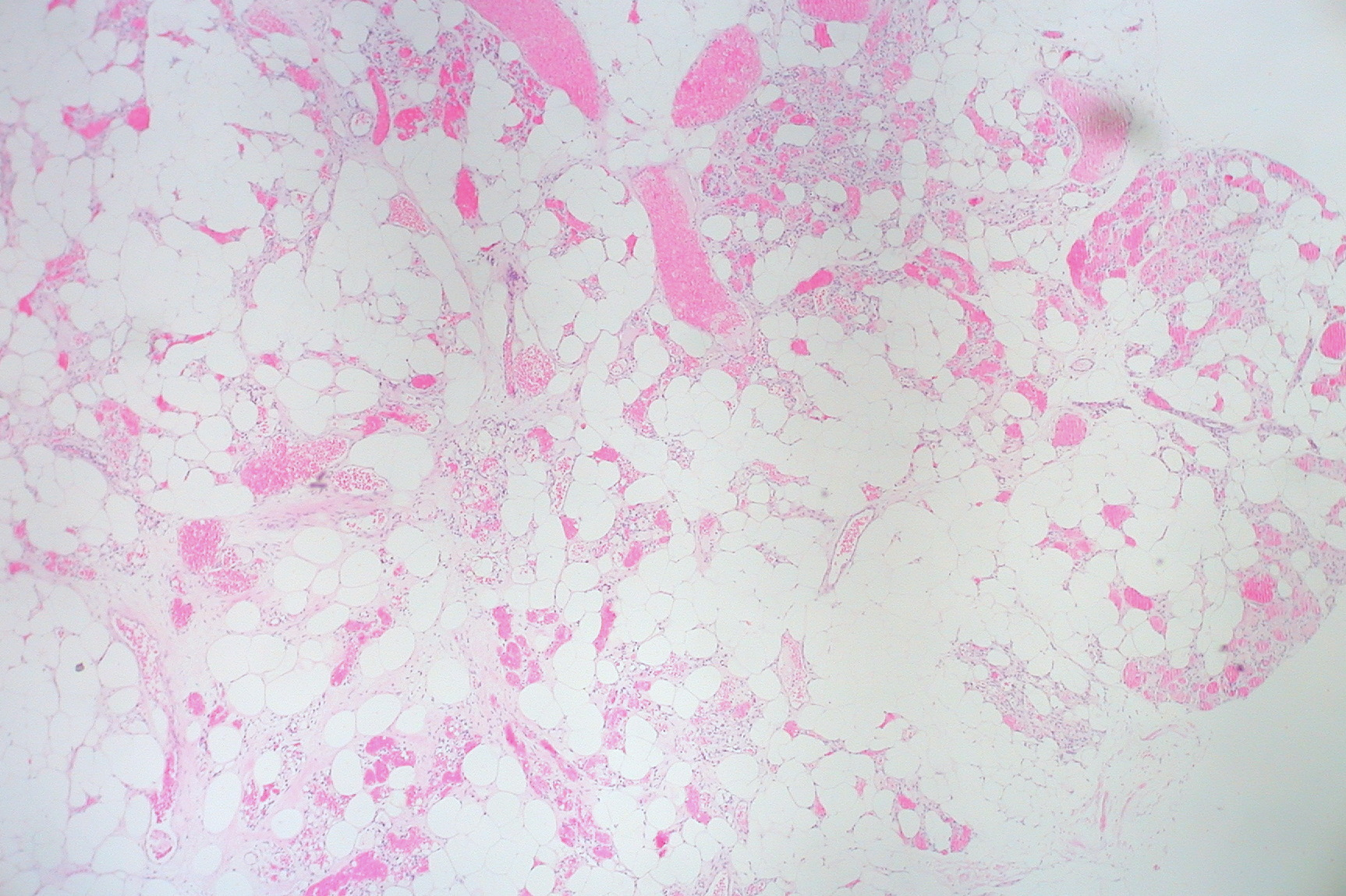
Piccoli vasi sanguigni nel tessuto adiposo
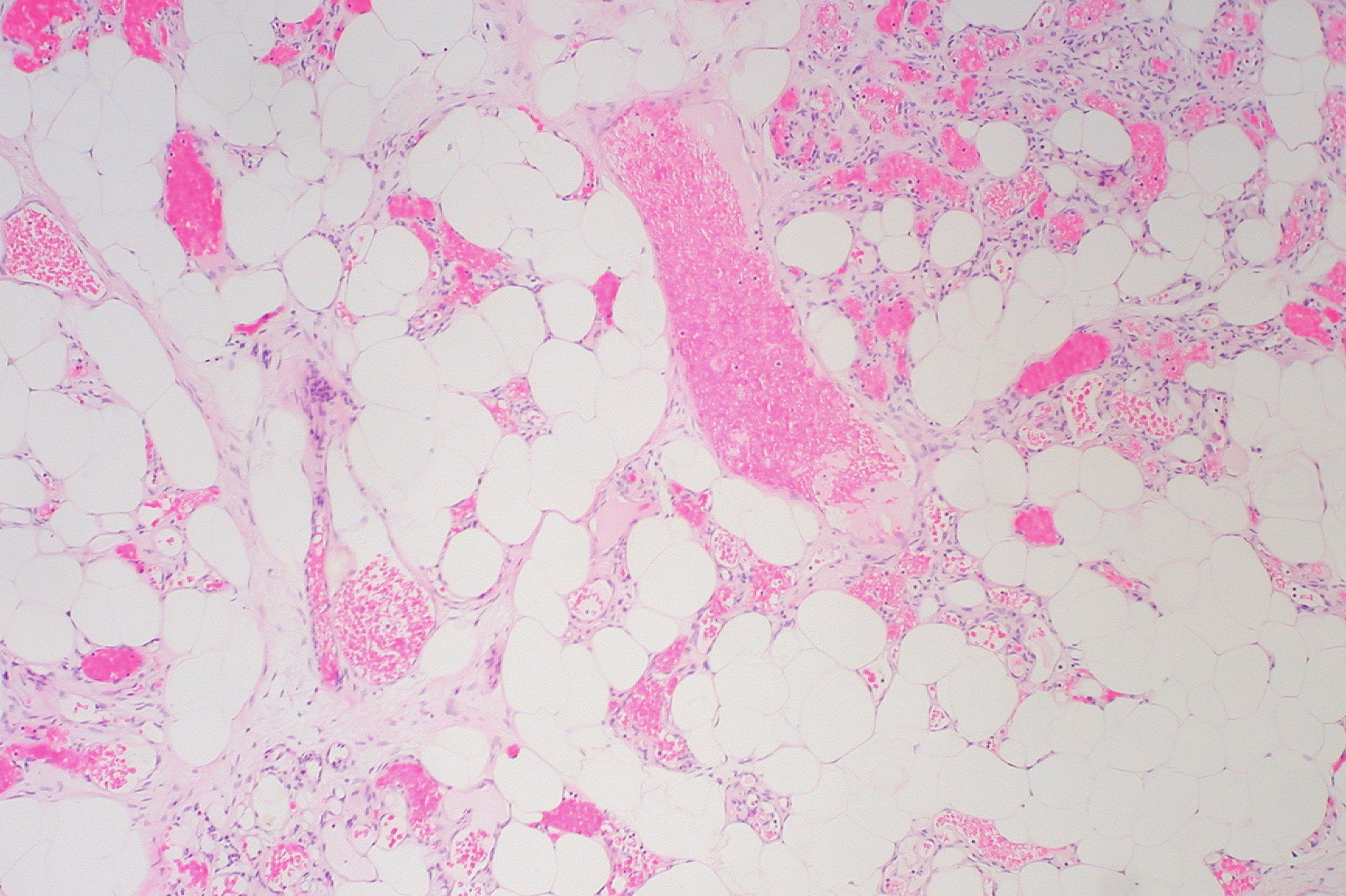
Piccoli vasi nel tessuto adiposo
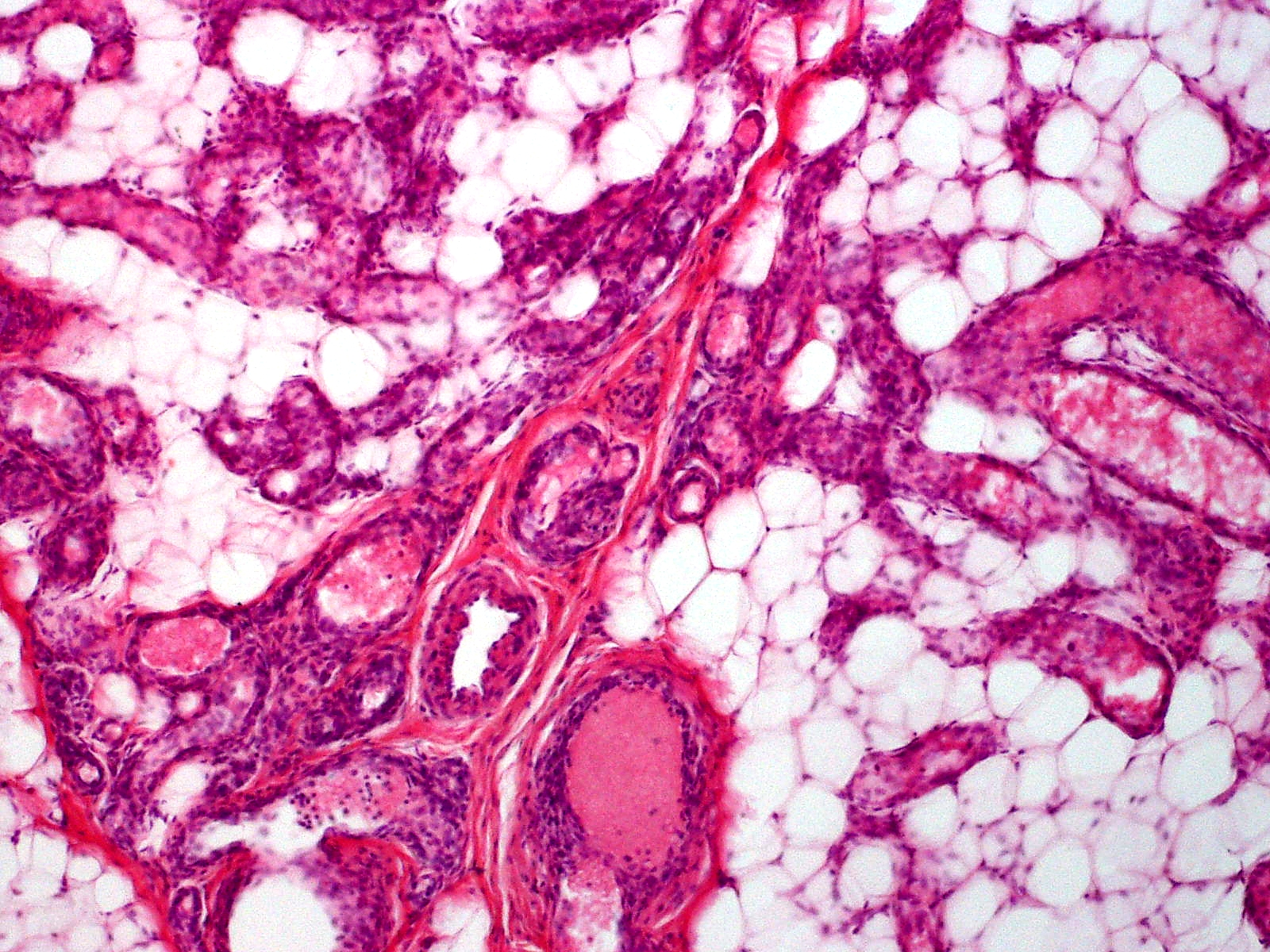
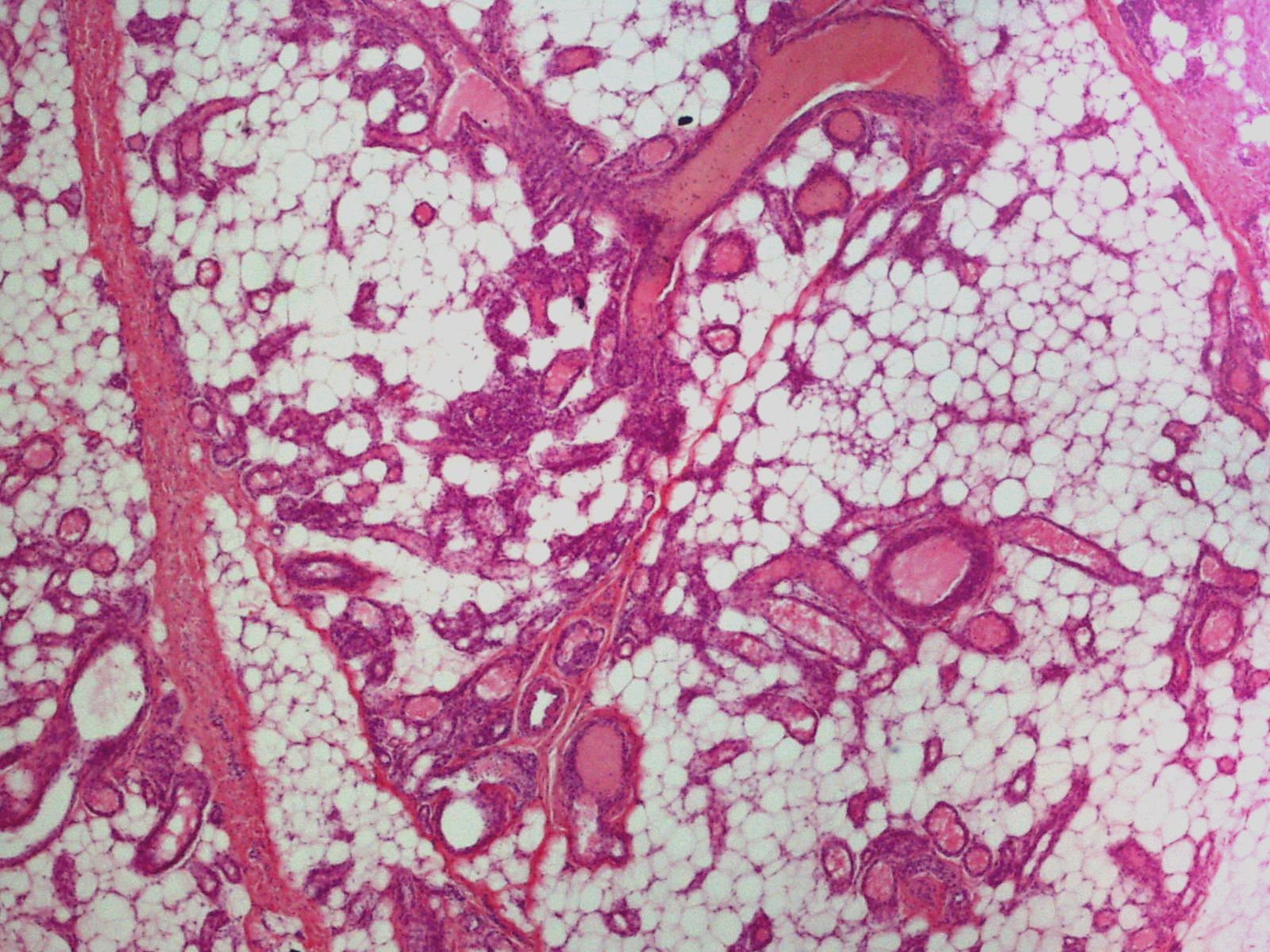
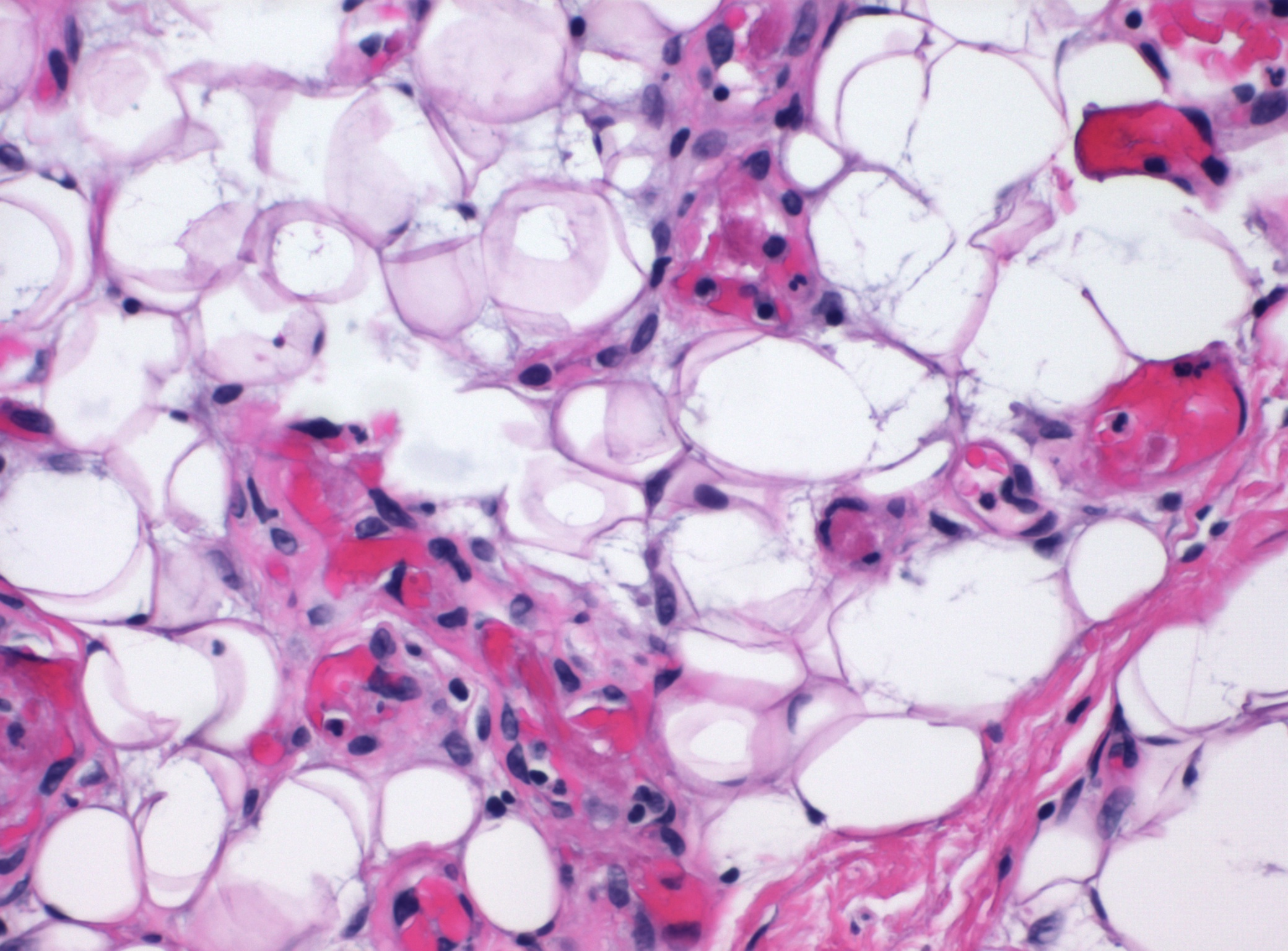
I vasi dell'angiolipoma contengono tipicamente coaguli di fibrina o ialini